# Wilhelm Pelzer (Bürgermeister)
Wilhelm Pelzer († März 1669 in Osnabrück) war Bürgermeister von Osnabrück (1636–1640). Mit seinem Namen verbunden ist eine der größten Hexenprozesswellen in der Geschichte Osnabrücks.

## Leben
Pelzer entstammte einer alteingesessenen Osnabrücker Patrizierfamilie. Er studierte Jura in Deutschland und Frankreich, wo er auch promovierte. Schon unmittelbar nach der Wahl Franz Wilhelm von Wartenbergs zum Bischof von Osnabrück geriet der entschiedene Protestant Pelzer zu diesem in scharfen Gegensatz. Sein oberstes Ziel war die Wahrung der städtischen Selbständigkeit gegen den Bischof sowie die Freiheit des religiösen Bekenntnisses. Sehr bald wurde man in der Stadt auf ihn aufmerksam, und im Jahre 1627 wählte ihn die dem evangelischen Glauben nahestehende Osnabrücker Ritterschaft zu ihrem Syndikus. Als deren Sprecher erklärte er gegenüber Wartenberg, den Huldigungseid nur zu leisten, wenn die freie Religionsausübung gewährleistet sei. Die Folge war eine persönliche Feindschaft zwischen Syndikus und Bischof.
Nachdem letzterer mit seinen Rekatholisierungsbestrebungen weitgehend erfolgreich gewesen war, musste Pelzer Osnabrück 1628 verlassen und nahm eine Stellung am Hof des Herzogs von Lauenburg an. Als sich Wartenberg nach dem Eingreifen der Schweden in Osnabrück nicht mehr halten konnte, kehrte er 1633 in die Stadt zurück und trat sein altes Amt als Syndikus der Ritterschaft wieder an. Ein Jahr später wurde er zur Unterstützung des Bürgermeisters Albert Modemann auch zum Stadtsyndikus gewählt. Immer wieder trat er erfolgreich für die Rechte der Stadt gegenüber den Schweden ein. Als Vertrauter Modemanns, der gegenüber Pelzer zunehmend an Ansehen verlor, gewann dieser in der Folgezeit mehr und mehr an Einfluss auf die Leitung der Stadt, die ihn im Jahre 1636 daher auch zum Bürgermeister wählte.
Zur Festigung seiner Machtstellung in der Wahl der Mittel durchaus nicht immer wählerisch, kam es unter ihm in Osnabrück erneut zu Hexenprozessen, wobei er die überwiegende Mehrheit der Bürgerschaft hinter sich wusste. Einflussreiche Feinde erwarb er sich jedoch durch die Hinrichtung der Apothekersfrau Anna Ameldung sowie der Mutter Modemanns. Da sich Pelzers Prozesse auch auf Angehörige der Oberschicht erstreckten, traf er im Laufe der Zeit auf immer entschiedeneren Widerstand, auch aus den Reihen der evangelischen Geistlichkeit, allen voran die Prediger von St. Marien, Gerhard Grave und Peter Pechlin, die ihn von der Kanzel öffentlich kritisierten. Seit 1638 büßte er so beständig an Macht ein, bis er, da er letztlich auch dem Administrator des Hochstifts Osnabrück Gustav Gustavson im Wege war, 1640 gestürzt wurde.
Seine Berufung als Rat an die schwedische Kanzlei in Halberstadt blieb ein kurzes Zwischenspiel, doch kehrte er erst 1644 nach Osnabrück zurück, wo er sich wegen seines Verhaltens während der Hexenprozesse angeklagt sah. Vor allem war es Modemann, der nun seine Verurteilung betrieb. Zwar gelang es ihm, ein endgültiges Urteil immer wieder hinauszuschieben, doch fiel er 1651 seinem alten Gegner Wartenberg in die Hände, der ihn zunächst in Iburg, dann in Fürstenau festsetzte. Trotz des unablässigen Einsatzes seines Sohnes Johann Albrecht und Gerhard Schepelers blieb er in Haft. Der Prozess gegen ihn gelangte sogar bis vor das Reichskammergericht in Speyer, eine Entscheidung fiel jedoch nicht. Erst 1661 wurde er der Stadt ausgeliefert; der Prozess gegen ihn verlief zunehmend schleppender und wurde nie beendet. Pelzer starb in völliger geistiger Umnachtung.